# Брејановце
Брејановце је насељено место града Лесковца у Јабланичком округу. Према попису из 2022. било је 252 становника.
Према турском попису нахије Ниш из 1516. године, место је било једно од 111 села нахије и носило је исти назив као данас, а имало је 31 кућу, 5 удовичка домаћинства, 4 самачка домаћинства.

## Демографија
У насељу Брејановце живи 296 пунолетних становника, а просечна старост становништва износи 44,0 година (43,2 код мушкараца и 44,7 код жена). У насељу има 106 домаћинстава, а просечан број чланова по домаћинству је 3,43.
Ово насеље је великим делом насељено Србима (према попису из 2002. године), а у последња три пописа, примећен је пад у броју становника.
|             | \| Демографија[2] \| Демографија[2] \| Демографија[2] \| \| Година \| Становника \| Становника \| \| -------------- \| -------------- \| -------------- \| \| 1948. \| 528 \| \| \| 1953. \| 560 \| \| \| 1961. \| 558 \| \| \| 1971. \| 472 \| \| \| 1981. \| 448 \| \| \| 1991. \| 394 \| 394 \| \| 2002. \| 364 \| 374 \| \| 2011. \| 303 \| \| \| 2022. \| 252 \| \| |            |
| Демографија | |            |
| Година      | Становника | Становника |
| 1948.       | 528 |            |
| 1953.       | 560 |            |
| 1961.       | 558 |            |
| 1971.       | 472 |            |
| 1981.       | 448 |            |
| 1991.       | 394 | 394        |
| 2002.       | 364 | 374        |
| 2011.       | 303 |            |
| 2022.       | 252 |            |

| Етнички састав према попису из 2002.‍ | Етнички састав према попису из 2002.‍ | Етнички састав према попису из 2002.‍ | Етнички састав према попису из 2002.‍ | Етнички састав према попису из 2002.‍ |
| ------------------------------------ | ------------------------------------ | ------------------------------------ | ------------------------------------ | ------------------------------------ |
|                                      |                                      |                                      |                                      |                                      |
| Срби                                 | Срби                                 |                                      | 363                                  | 99,72%                               |
| непознато                            | непознато                            |                                      | 1                                    | 0,27%                                |

| Година пописа     | 1948. | 1953. | 1961. | 1971. | 1981. | 1991. | 2002. |
| ----------------- | ----- | ----- | ----- | ----- | ----- | ----- | ----- |
| Број домаћинстава | 88    | 97    | 115   | 115   | 116   | 112   | 106   |

| Број чланова      | 1  | 2  | 3  | 4  | 5  | 6  | 7 | 8 | 9 | 10 и више | Просек |
| ----------------- | -- | -- | -- | -- | -- | -- | - | - | - | --------- | ------ |
| Број домаћинстава | 12 | 33 | 17 | 12 | 12 | 13 | 7 | 0 | 0 | 0         | 3,43   |

| Пол    | Укупно | Неожењен/Неудата | Ожењен/Удата | Удовац/Удовица | Разведен/Разведена | Непознато |
| ------ | ------ | ---------------- | ------------ | -------------- | ------------------ | --------- |
| Мушки  | 151    | 30               | 107          | 12             | 2                  | 0         |
| Женски | 159    | 19               | 108          | 28             | 4                  | 0         |
| УКУПНО | 310    | 49               | 215          | 40             | 6                  | 0         |

| Пол    | Укупно                    | Пољопривреда, лов и шумарство | Рибарство                            | Вађење руде и камена | Прерађивачка индустрија       |
| ------ | ------------------------- | ----------------------------- | ------------------------------------ | -------------------- | ----------------------------- |
| Мушки  | 97                        | 51                            | 0                                    | 0                    | 25                            |
| Женски | 86                        | 71                            | 0                                    | 0                    | 8                             |
| УКУПНО | 183                       | 122                           | 0                                    | 0                    | 33                            |
| Пол    | Производња и снабдевање   | Грађевинарство                | Трговина                             | Хотели и ресторани   | Саобраћај, складиштење и везе |
| Мушки  | 1                         | 3                             | 4                                    | 0                    | 5                             |
| Женски | 0                         | 0                             | 3                                    | 0                    | 0                             |
| УКУПНО | 1                         | 3                             | 7                                    | 0                    | 5                             |
| Пол    | Финансијско посредовање   | Некретнине                    | Државна управа и одбрана             | Образовање           | Здравствени и социјални рад   |
| Мушки  | 0                         | 0                             | 0                                    | 2                    | 1                             |
| Женски | 0                         | 0                             | 0                                    | 1                    | 3                             |
| УКУПНО | 0                         | 0                             | 0                                    | 3                    | 4                             |
| Пол    | Остале услужне активности | Приватна домаћинства          | Екстериторијалне организације и тела | Непознато            | Непознато                     |
| Мушки  | 2                         | 0                             | 0                                    | 3                    | 3                             |
| Женски | 0                         | 0                             | 0                                    | 0                    | 0                             |
| УКУПНО | 2                         | 0                             | 0                                    | 3                    | 3                             |